# مقاطعة بيفيرهيد (مونتانا)
مقاطعة بيفيرهيد (بالإنجليزية: Beaverhead County)‏ هي إحدى مقاطعات ولاية مونتانا في الولايات المتحدة الأمريكية.